# Clara Sereni
Clara Sereni (Roma, 28 agosto 1946 – Zurigo, 25 luglio 2018) è stata una scrittrice, giornalista e traduttrice italiana.

## Biografia
Figlia di Emilio Sereni e di Xenia Silberberg, visse nella natia Roma fino al 1991, anno del suo trasferimento a Perugia.
Fu tra i fondatori del Canzoniere Internazionale, con cui nella seconda metà degli anni 60 incise alcuni album e singoli.
Si impose all'attenzione della critica e del pubblico nel 1974 con il libro d'esordio, Sigma Epsilon, una rivisitazione in chiave autobiografica del frenetico impegno politico che aveva caratterizzato la sua generazione. La sua seconda opera, Casalinghitudine, scritta tredici anni più tardi, è una specie di ricettario in cui ogni piatto è legato a un momento particolare del proprio passato, a un ricordo incancellabile. La fama della scrittrice si accrebbe con i racconti di Manicomio primavera (1989) e con il romanzo Il gioco dei regni (1993).
Il suo impegno fu rivolto non solo alla letteratura, ma anche al sociale e nel campo politico: a Perugia ricoprì, dal 1995 al 1997, la carica di vicesindaca con delega alle politiche sociali. Venne poi candidata dai Democratici di Sinistra alle elezioni europee del 1999, ottenendo 19 560 preferenze nella circoscrizione centrale e risultando la seconda dei non eletti.
Nel 1998, a seguito della delicata vicenda familiare riguardante il figlio Matteo, nato con un disturbo dello spettro autistico, promosse la fondazione "Città del sole – Onlus" a favore di persone con difficoltà psichiche gravi e medio-gravi, e di cui rivestì fino al 2009 il ruolo di presidente.
Editorialista per i quotidiani l'Unità e il manifesto, tradusse opere di scrittori francesi come Honoré de Balzac, Stendhal e Madame de La Fayette; curò, inoltre, i volumi collettivi Mi riguarda (1994), Si può! (1996) e Amore caro. A filo doppio con persone fragili (2009), antologie di racconti e interventi sui temi dell'handicap e della malattia mentale.
Nell'ultima parte della sua vita partecipò al film documentario girato dal marito Stefano Rulli, Un silenzio particolare (2004), che narra l'esperienza di vita degli stessi Sereni e Rulli, intellettuali engagé, alle prese con la condizione di disabilità del figlio Matteo.
Affetta da un male incurabile, optò per l'eutanasia, eseguita in Svizzera nell'estate del 2018.

## Opere

### Narrativa
- Sigma epsilon, Venezia, Marsilio, 1974.
- Casalinghitudine, Torino, Einaudi, 1987.
- Manicomio primavera, Firenze, Giunti, 1989.
- Il gioco dei regni, Firenze, Giunti, 1993.
- Eppure, Milano, Feltrinelli, 1995.
- Taccuino di un'ultimista, Milano, Feltrinelli, 1998.
- Da un grigio all'altro. Dialogo con Clara Sereni, Roma, Di Renzo Editore, 1998.
- Passami il sale, Milano, Rizzoli, 2002.
- Le merendanze, Milano, Rizzoli, 2004.
- Il lupo mercante, Milano, Rizzoli, 2007.
- Una storia chiusa, Milano, Rizzoli, 2012.
- Via Ripetta 155, Firenze, Giunti, 2015.

### Traduzioni
- Roland Auguet, Caligola, Roma, Editori Riuniti, 1984.
- Honoré de Balzac, Biatrix, Milano, Feltrinelli, 1995.
- Madame de La Fayette, Zaïde, Bari, Laterza, 1995.

### Altro
- Introduzione a:  Rose Zwi, Un altro anno in Africa, a cura di Itala Vivan, traduzione di Maria Pace Ottieri, Roma, Edizioni Lavoro, 1995, ISBN 978-88-7910-696-2.
- Come formichine laboriose, in Grand Tour. Rivisitare l'Italia nei suoi 150 anni, «Italianieuropei», 05/2010.[6]

## Filmografia
- Un silenzio particolare, regia di Stefano Rulli (2004)

## Riconoscimenti
- 1988: finalista al Premio Bergamo con Casalinghitudine.[7]
- 1989: finalista al Premio Strega con Manicomio primavera.[8]
- 1993: Premio Società dei Lettori,[9] Premio Marotta[10] e finalista al Premio Strega con Il gioco dei regni.[11]
- 2002: Premio Nazionale Letterario Pisa.[12]
- 2005: terzo posto al Premio Rapallo con Le merendanze.[13][14]